# Terror am Kilometerstein 13
Terror am Kilometerstein 13 ist ein US-amerikanischer Kriminalfilm aus dem Jahr 1948 von William Berke mit Robert Lowery und Pamela Blake in den Hauptrollen.

## Handlung
Lastwagen der Spedition Norris sind in der letzten Zeit häufig in Unfälle verwickelt. Als die Unternehmenserbin Henrietta Denton bei einem Unfall ums Leben kommt, beauftragt ihr Mann Frank den Privatdetektiv George Montgomery mit der Untersuchung der Unfälle.
Der Fahrer Hank Wilson, Augenzeuge bei Henriettas Unfall, entscheidet sich zu einer Rast im Clover Café. Das Café wird von Myrt und Bill Lacy, Tante und Onkel seiner Freundin Doris, geführt. Doris, die als Kellnerin arbeitet, fordert Hank auf, nach einer Gehaltserhöhung zu fragen. Bevor Hank weiterfährt, inspiziert Bill, Mechaniker bei Norris, seinen Lastwagen und stellt keine Mängel fest. Hank kehrt zur Spedition zurück und fragt die Personalchefin Mary Hadley um eine Gehaltserhöhung. Frank Denton befragt Hank nach dem Unfall. Als Hank alles berichtet hat, was er gesehen hat, dankt ihm Frank und weist Mary an, Hanks Gehalt zu erhöhen.
Nach einem weiteren Unfall eines Norris-Lastwagens lässt sich George inkognito als Fahrer einstellen. Mary beauftragt Hank, den neuen Fahrer einzuweisen und ein paar Touren mit ihm zu machen. Nach einer Weile machen die beiden im Clover Café Rast. Wieder inspiziert Bill vor der Abfahrt Hanks Wagen. Später teilt George Hank seine Vermutung mit, dass Bill, ein ehemaliger Gangster, etwas mit den Unfällen zu tun hat. Kurze Zeit später erhält George seinen eigenen Lastwagen. Nach einer Rast im Clover Café wird George bei einem Unfall beinahe getötet. Einige Zeit später parkt Hank, mittlerweile mit Doris verlobt, seinen Wagen an der Laderampe, während George die Ladung überprüft. Als Hank weggeht, wird die Handbremse des Lastwagens gelöst. Der tonnenschwere Wagen kommt ins Rollen und quetscht George gegen die Rampe, der an seinen Verletzungen stirbt. Hank wird zum Hauptverdächtigen, verliert seinen Job und wird verhaftet. Im Gefängnis wird er von Kelleher besucht, einem Anwalt der Versicherungsgesellschaft der Spedition. Kelleher wurde von George informiert, dass Hank nichts mit den Unfällen zu tun habe. Er bietet Hank an, ihm seinen Job wiederzubeschaffen, wenn er im Gegenzug bei der Aufklärung der Unfälle helfe. Hank nimmt das Angebot an.
Im Speditionsbüro beginnt Mary mit Hank zu flirten. Als Hank später im Café erscheint, haben schon Gerüchte um eine Liaison zwischen ihm und Mary die Runde gemacht. Obwohl Hank seine Unschuld beteuert, löst Doris die Verlobung. Später unterhalten sich die beiden und Hank erzählt von seiner Abmachung mit Kelleher und der kriminellen Vergangenheit ihres Onkels. Nachdem Doris Bill von Hanks Anschuldigungen erzählt hat, ruft Bill bei der Spedition an und kündigt. Danach schlägt er Hank, der das Telefonat mitgehört hat, nieder, fesselt ihn und setzt ihn in seinen eigenen Lastwagen. Doris hat alles mitangesehen und schleicht sich auf den Wagen. Hank kommt zu sich und sieht Doris hinter der Heckscheibe, während Bill sie nicht bemerkt hat. Bei einem Halt fährt eine Limousine neben den Lastwagen. An Bord befinden sich Frank und Mary. Die beiden sind ein Liebespaar und haben den Mord an Henrietta geplant. Mit den Unfällen wollen sie das Versicherungsgeld kassieren. Nun wollen sie nicht nur Hank töten. Auch Bill, der für die beiden die Lastwagen sabotiert hat, soll sterben. Frank schlägt Hank bewusstlos. Bill bringt den Lastwagen ins Rollen, der nun führerlos ins Tal rast. Doris kann die Heckscheibe zertrümmern und sich ans Steuer setzen. Zur gleichen Zeit wird Bill mit der Limousine überfahren. Doris und der mittlerweile wieder zu sich gekommene Hank bringen den Lastwagen zum Halten. Frank und Mary sind dem Lastwagen gefolgt und rechnen nicht mit dem Bremsmanöver. Die Limousine weicht dem Lastwagen aus, kracht aber gegen eine Böschung und geht in Flammen auf. Kelleher erscheint mit der Polizei, nachdem er einen Hinweis von Tante Myrt erhalten hat. Doris und Hank können eine stattliche Belohnung für die Aufklärung des Falles erwarten.

## Produktion und Veröffentlichung
Gedreht wurde der Film Anfang November 1948 in den Republic-Studios in Hollywood. Martin Obzina oblag die künstlerische Leitung.  In einer kleinen, nicht im Abspann erwähnten Nebenrolle trat Dan Seymour als Kelleher auf.
Die Premiere des Films fand am 28. Dezember 1948 in New York statt. In der Bundesrepublik Deutschland kam er am 12. Juni 1953 in die Kinos.

## Kritiken
Das Lexikon des internationalen Films schrieb: „Rasanter Actionkrimi, der in der Kürze der Spieldauer schnell zur Sache kommt und oberflächliche, aber nicht unattraktive Spannungsunterhaltung bietet.“
Der Kritiker des TV Guide sah einen flotten Film.